# Шапиро, Николай Иосифович
Николай Иосифович Шапиро (19 сентября 1906, Москва, Московская губерния, Российская империя — 29 октября 1987, там же, СССР) — советский генетик и радиобиолог.

## Биография
Родился 19 сентября 1906 года в Москве. В 1925 году поступил в МГУ, который он окончил в 1930 году. Будучи выпускником МГУ, в 1929 году был направлен на практику в Биологический институт имени К. И. Тимирязева, и добившись невероятных успехов, был оставлен администрацией на постоянной основе, где работал вплоть до 1948 года. В 1948 году в связи с разгромом генетики, был уволен из Биологического института имени К. И. Тимирязева, и тогда он начал работать в новом направлении — радиобиологии. В 1950 году возвратился в МГУ, устроился на работу на кафедру генетики и работал вплоть до 1963 года, одновременно с этим, в эти же годы работал в Институте биофизики. С 1963 по 1978 год заведовал лабораторией генетики соматических клеток Института атомной энергии, одновременно с этим занимал должность профессора кафедры генетики МГУ. С 1978 по 1987 год работал в Институте молекулярной генетики.
Скончался 29 октября 1987 года в Москве.

## Научные работы
Основные научные работы посвящены генетике животных.
- Впервые показал возможность индукции генной мутации в культуре млекопитающих.
- Установил мутагенное действие онкогенного вируса SV-40 на соматические клетки человека.
- Участвовал в работах по теории ступенчатого аллелизма.